# 朝日町 (前橋市)
朝日町（あさひちょう）は、群馬県前橋市の地名。一丁目から四丁目がある。郵便番号は371-0014。2013年現在の面積は0.65km2。

## 地理
古利根川が形成した広瀬川低地帯上に位置している。

### 河川
- 広瀬川
- 端気川

## 歴史
1966年に前橋市の旧町名である4町の各一部が合併し、成立した地名である。

### 年表
- 1966年10月1日百軒町の一部から朝日町一丁目、百軒町、新町、高田町の各一部から朝日町二丁目、百軒町、新町、天川町、高田町の各一部から朝日町三丁目、新町、天川町の各一部から朝日町四丁目が成立。

### 地名の由来
市街地の東端に位置し、朝日の昇るところに由来する。

## 世帯数と人口
2017年（平成29年）8月31日現在の世帯数と人口は以下の通りである。
| 丁目         | 世帯数    | 人口    |
| ------------ | --------- | ------- |
| 朝日町一丁目 | 325世帯   | 703人   |
| 朝日町二丁目 | 243世帯   | 524人   |
| 朝日町三丁目 | 534世帯   | 1,085人 |
| 朝日町四丁目 | 466世帯   | 916人   |
| 計           | 1,568世帯 | 3,228人 |

## 小・中学校の学区
市立小・中学校に通う場合、学区は以下の通りとなる。
| 丁目         | 番地 | 小学校             | 中学校               |
| ------------ | ---- | ------------------ | -------------------- |
| 朝日町一丁目 | 全域 | 前橋市立中川小学校 | 前橋市立みずき中学校 |
| 朝日町二丁目 | 全域 | 前橋市立中川小学校 | 前橋市立みずき中学校 |
| 朝日町三丁目 | 全域 | 前橋市立中川小学校 | 前橋市立みずき中学校 |
| 朝日町四丁目 | 全域 | 前橋市立中川小学校 | 前橋市立みずき中学校 |

## 交通

### 鉄道
鉄道駅はない。

### 道路
県道は通っておらず、国道50号が通っている。

## 施設
- 前橋市消防局
- 前橋市保健センター
- 朝日町県営住宅